# Tomáš Galásek
Tomáš Galásek [ˈtɔ̹maːʃ ˈgalaːsɛk] (* 15. Januar 1973 in Frýdek-Místek) ist ein tschechischer Fußballtrainer. Als Spieler stand er bis 2012 in Tschechien, den Niederlanden und in Deutschland unter Vertrag und war Mannschaftskapitän der tschechischen Nationalmannschaft. Seit September 2018 ist er Co-Trainer der tschechischen Nationalmannschaft.

## Karriere als Aktiver

### Verein
Stationen des defensiven Mittelfeldspielers waren Baník Ostrava, Willem II Tilburg und zuletzt Ajax Amsterdam. Mit Ajax wurde Galásek in sechs Jahren zweimal Landesmeister und zweimal Pokalsieger.
Zur Saison 2006/07 wechselte er für zwei Jahre in die 1. Bundesliga zum 1. FC Nürnberg. Beim 1:1 im Spiel bei Alemannia Aachen erzielte er sein erstes Bundesligator. In seinem ersten Jahr in Nürnberg gewann die Mannschaft den DFB-Pokal – der erste Titelgewinn für den FCN seit dem Gewinn der deutschen Meisterschaft in der Saison 1967/68. 
Nach dem Weggang von Raphael Schäfer zum VfB Stuttgart wurde Galásek für die Saison 2007/08 Mannschaftskapitän. In dieser Saison war er der Spieler mit den meisten Einsätzen für den Club. Am Ende stand der Abstieg des Vereins in die 2. Bundesliga. Galásek war der einzige Nürnberger ohne Vertrag für die zweite Liga, sodass seine Zeit beim 1. FC Nürnberg beendet war.
Im August 2008 ging Galásek zurück zu seinem ersten Verein Baník Ostrava. Dort absolvierte er neben 14 Ligapartien auch zwei Spiele im UEFA-Pokal und verließ die Mannschaft nach einem halben Jahr im Dezember 2008 wieder. Er folgte erneut dem Ruf des Trainers Hans Meyer, der ihn schon nach Nürnberg geholt hatte, und schloss sich Borussia Mönchengladbach, dem damaligen Tabellenletzten der Bundesliga, an. Er absolvierte 15 Einsätze; der Verein hielt am Saisonende die Klasse. Trotz der Ankündigung, seine aktive Laufbahn zu beenden, wechselte er am letzten Tag der Wechselfrist zur Saison 2009/10 zum Bayernligisten FSV Erlangen-Bruck in der Nähe von Nürnberg. Dort erzielte er am 1. November 2009 seinen ersten Ligatreffer im Spiel gegen die SpVgg Unterhaching II. Im Juli 2012 beendete er seine Karriere als Spieler.

### Nationalmannschaft
Am 8. März 1995 lief Galásek beim 4:1-Testspielsieg in Brünn gegen Finnland erstmals für die tschechische A-Nationalmannschaft auf. Nachdem einem weiteren Einsatz im selben Jahr lief er erst 1998 wieder für die Nationalmannschaft auf. In der Qualifikation für die Europameisterschaft 2000 in den Niederlanden und Belgien kam Galásek zu einem Einsatz, wurde allerdings nicht in den Kader berufen. Der 3:0-Testspielsieg in Drnovice u Vyškova gegen die Schweiz am 18. August 1999 war sein vorerst letztes Länderspiel, bis er am 2. Juni 2001 bei der 1:2-Niederlage im WM-Qualifikationsspiel in Kopenhagen gegen Dänemark wieder in der Nationalmannschaft eingesetzt wurde. Dieses Spiel war einer von zwei Einsätzen von Galásek in der Qualifikation, wobei die Teilnahme an der Weltmeisterschaft 2002 in Japan und Südkorea verfehlt wurde.
In der folgenden Qualifikation zur Europameisterschaft 2004 in Portugal und der Endrunde war Galásek Stammspieler und schied mit seiner Mannschaft im Halbfinale durch ein Silver Goal gegen Griechenland aus. Auch bei der Weltmeisterschaft 2006 in Deutschland gehörte Tomáš Galásek nach acht Einsätzen in der Vorausscheidung sowie einem Einsatz in den Play-off-Spielen zum tschechischen Aufgebot und kam zu zwei Einsätzen; Tschechien schied als Geheimfavorit nach der Gruppenphase aus. Zwei Jahre später gehörte er bei der Europameisterschaft 2008 in Österreich und der Schweiz nach neun Einsätzen in der Qualifikation zum tschechischen Kader. Dabei kam er in allen drei Partien seiner Mannschaft zum Einsatz und schied nach der Gruppenphase aus. Daraufhin erklärte Galásek seinen Rücktritt aus der Nationalmannschaft.

## Karriere als Trainer
Bereits während seiner Karriere als Aktiver war Galásek beim FSV Erlangen-Bruck Co-Trainer bis zum Ende der Saison 2011/12. Außerdem trainierte er bis 2015 die Jugend des Vereins, in der sein Sohn spielte. Von 2012 bis zur verpassten Qualifikation für die Teilnahme an der Weltmeisterschaft 2014 war er Co-Trainer der tschechischen Nationalmannschaft, seit 2013 parallel dazu ehrenamtlicher Co-Trainer von Schweinfurt 05.
Ab 19. Juni 2015 war Galásek Trainer das Bayernligisten SpVgg SV Weiden als Nachfolger von Christian Stadler, der den Posten des Sportdirektors übernahm. Am 18. Oktober 2016 trat er vorzeitig von seinem Posten zurück. In der Saison 2017/18 war er Trainer der A-Jugend des FSV Erlangen-Bruck.
Seit 18. September 2018 ist Galásek unter Cheftrainer Jaroslav Šilhavý erneut Co-Trainer der tschechischen Nationalmannschaft.
Unter Leitung des Sportdirektors Robert Palikuća übernahm er zudem ab der Saison 2019/20 beim 1. FC Nürnberg die Tätigkeit des Co-Trainers der U17. Durch die Möglichkeit beim Club, mit dem er 2007 den DFB-Pokal gewann, eine Rolle einzunehmen, gehe für ihn ein Wunsch in Erfüllung. Er beendete diese Tätigkeit im Mai 2021, um eine Co-Trainer-Tätigkeit beim tschechischen Erstligisten Baník Ostrava annehmen zu können.

## Statistik
Einsätze
- 5 Einsätze in der Champions League für Willem II Tilburg
- 26 Einsätze in der Champions League für Ajax Amsterdam

Titel / Erfolge
- Fußball-Europameisterschaft: Halbfinale 2004
- Niederländische Meisterschaft: Meister 2001/02 und 2003/04
- KNVB-Pokal: Sieger 2001/02 und 2005/06
- DFB-Pokal: Sieger 2006/07

## Sonstiges
Als Mitglied der Pokalsiegermannschaft von 2007 des 1. FC Nürnberg ist entsprechend seiner damaligen Rückennummer das Kapitel 6 im Kultbuch Im Bann der Legende nach ihm benannt.